# Bioskydd
Bioskydd (engelska biosecurity) är enligt folkhälsomyndigheten hur smittämnen och toxiner förvaras och hanteras på ett sådant sätt att de inte avsiktligt kan spridas och därigenom skada människan eller miljön. Den ursprungliga definitionen beskrev förebyggande åtgärder för att motverka smittspridning till eller från växande grödor, boskap, skadliga organismer i karantän, invasiva arter och genmodifierade organismer.
De hot som bioskydd syftar till att motverka kan leda till att även små utbrott snabbt kan öka i omfattning. Detta ökar vikten av att snabbt sätta in tillräckligt effektiva motåtgärder.

## Bioskydd i Sverige
I Sverige definierar Folkhälsomyndigheten bioskydd som de åtgärder som vidtas för att begränsa otillbörlig tillgång, stöld eller avsiktligt missbruk av biologiskt material. Bland de åtgärder som myndigheten föreslår nämns bland annat ansvar, kompetens, resurser, fysisk säkerhet (barriärer och begränsat tillträde), informationssäkerhetsåtgärder (informationsskydd) och inventering.